# Duomo di Sant'Agata de' Goti
Il duomo di Sant'Agata de' Goti, intitolato all'Assunta, riveste dal 1986 il ruolo di concattedrale a seguito dell'unione della diocesi locale con quella di Cerreto Sannita.
Venne fondato nel 970, ricostruito nel XIII secolo e più volte restaurato specie dopo il terremoto del 5 giugno 1688. È monumento nazionale italiano.

## Descrizione
L'esterno è costituito da un ampio pronao a tre campate rette da dodici colonne con capitelli di riporto. Il portale maggiore in stile romanico, simile a quello della chiesa di San Menna, ha ai due lati due coppie di colonne con capitelli in stile corinzio. Nel XVII secolo vennero aggiunti gli stucchi barocchi.
A sinistra di chi guarda la facciata del Duomo è il campanile, a tre ordini con cupolino avente embrici maiolicati gialli e verdi.
L'interno è a croce latina con tre navate, transetto, cupola e presbiterio. Nelle cappelle laterali sono site pregevoli opere d'arte incorniciate da stucchi barocchi ed aventi altari in marmi policromi.
Il soffitto della navata centrale è in tavole lignee dipinte e dorate, opera del XIX secolo mentre l'altare maggiore, arretrato rispetto alla posizione originaria, è in marmi policromi intarsiati.
Al di sotto del transetto è la cripta romanica, dove le numerose volte poggiano su colonne di riporto mentre alle pareti sono visibili diverse tracce di affreschi.

## Galleria d'immagini

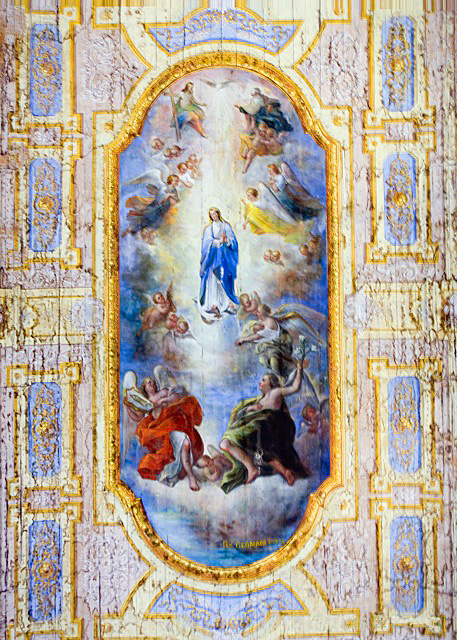
Affresco sul soffitto.
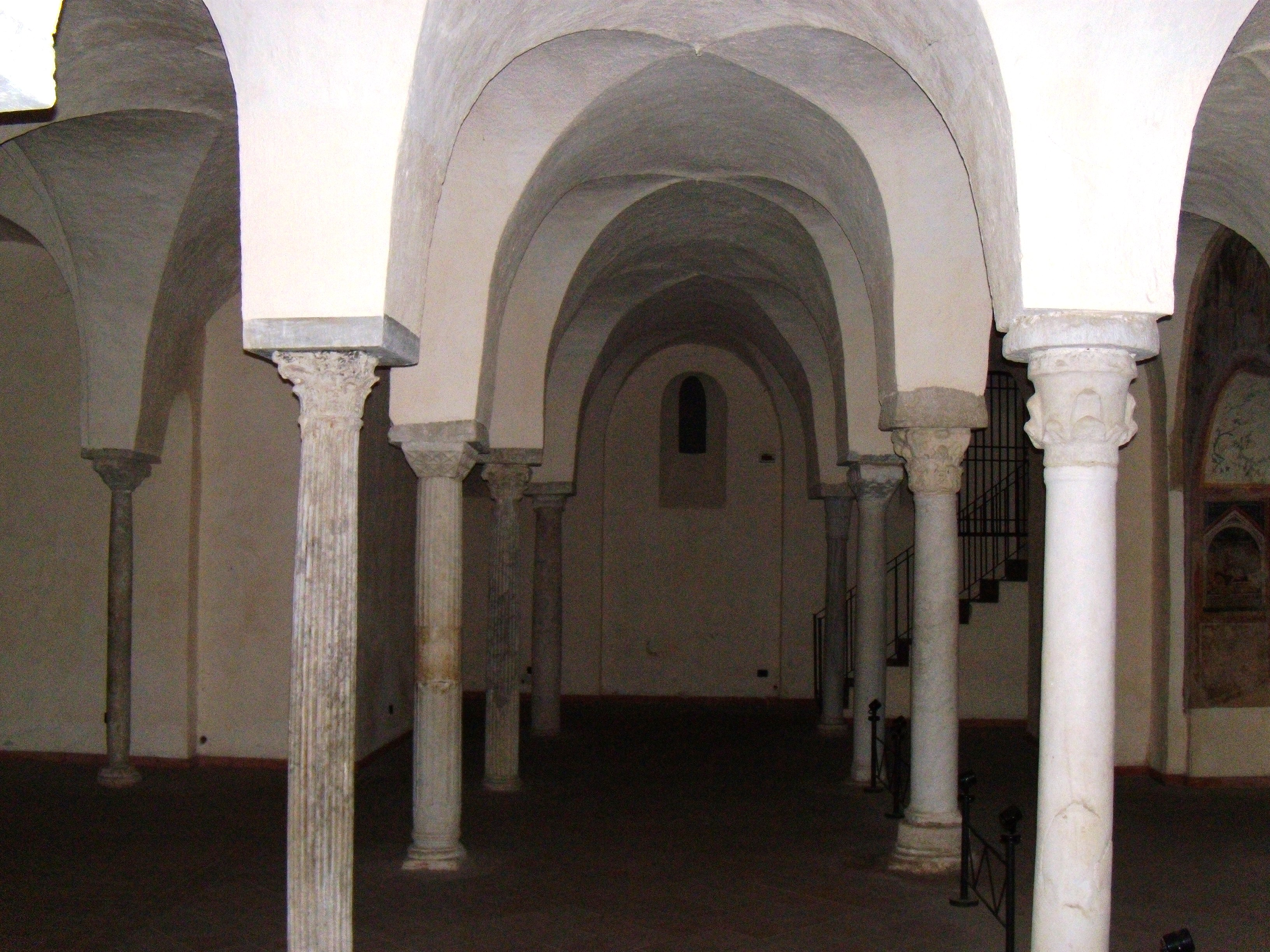
La cripta.
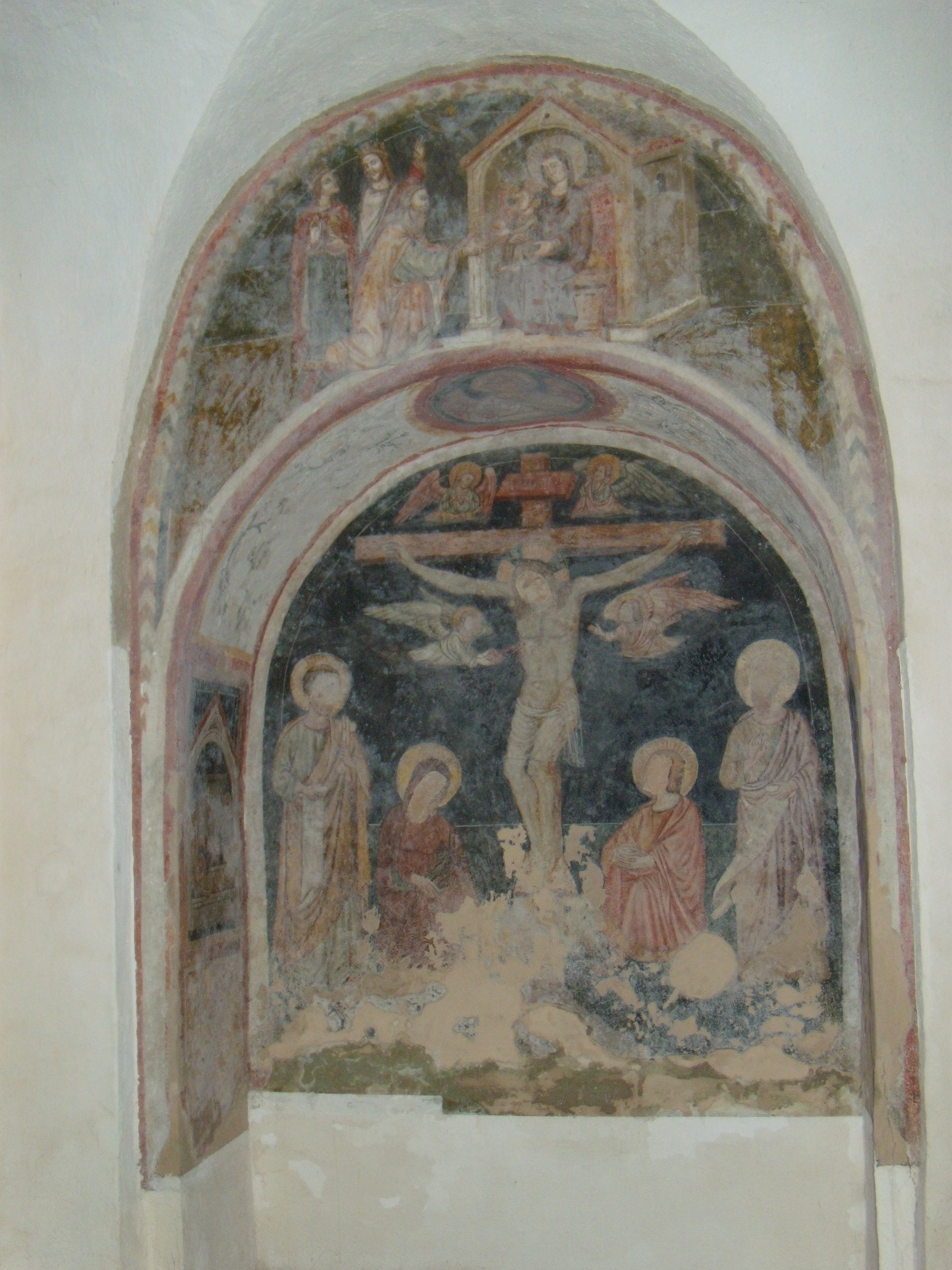
Affresco nella cripta.
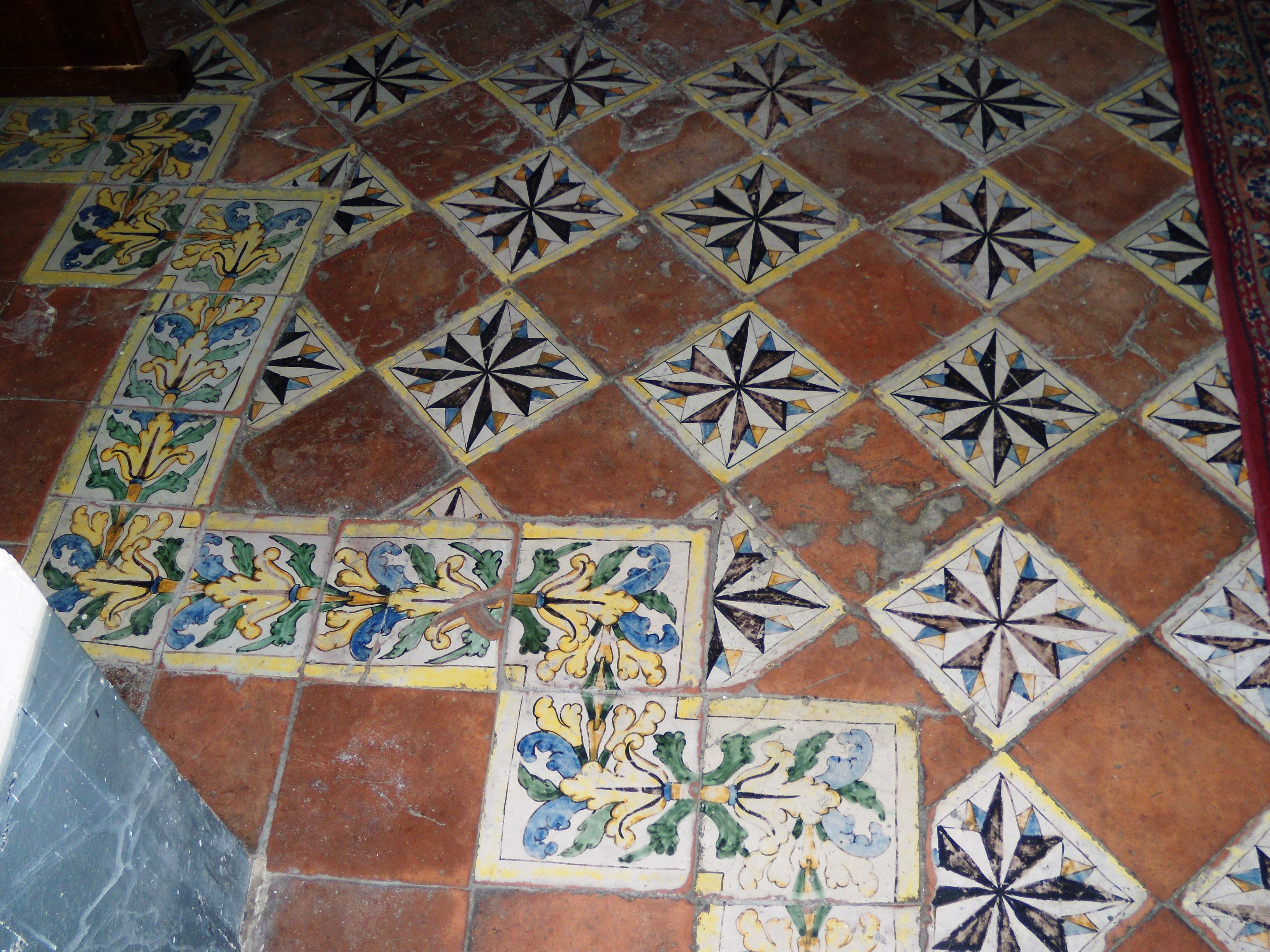
Pavimento in ceramica cerretese.
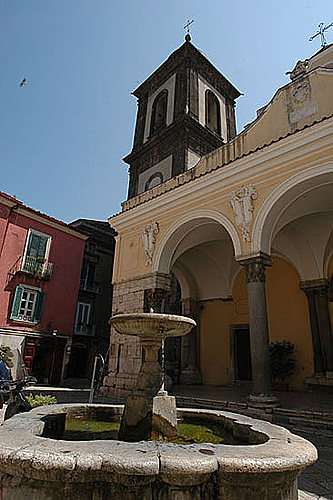
Piazza Duomo, atrio della cattedrale.